# Хайдудорог
Хайдудорог (венг. Hajdúdorog) — город на востоке Венгрии в регионе Северный Альфёльд, в медье Хайду-Бихар. Население — 9640 человек (2001).

## География

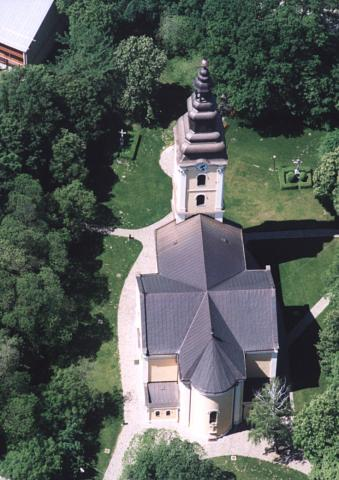
Кафедральный грекокатолический собор

Хайдудорог находится в 30 километрах к северо-западу от Дебрецена и в 20 километрах к юго-западу от города Ньиредьхаза. Город расположен в равнинной местности к востоку от национального парка Хортобадь. Связан местными автодорогами с окрестными городами. Железнодорожная станция на ветке Дебрецен — Тисалек.

## Достопримечательности
В 1912 году папа Пий X учредил в Хайдудороге грекокатолическую епархию, после чего город стал и продолжает оставаться до наших дней центром венгерской грекокатолической церкви. С 2015 года — центр греко-католической метрополии. Главная достопримечательность города — кафедральный грекокатолический собор Введения во храм Пресвятой Богородицы.

## Население
| Год  | Численность | Численность |
| ---- | ----------- | ----------- |
| 2013 | 8877        | [ 2 ]       |
| 2014 | 8797        | [ 3 ]       |
| 2015 | 8677        | [ 4 ]       |
| 2021 | 8431        | [ 5 ]       |
| 2022 | 8280        | [ 6 ]       |
| 2023 | 8292        | [ 7 ]       |
| 2024 | 8300        | [ 1 ]       |

## Города-побратимы
- Меркуря-Ниражулуй, Румыния
- Штей, Румыния